# Phelliactis capricornis
Phelliactis capricornis är en havsanemonart som beskrevs av Riemann-Zürneck 1973. Phelliactis capricornis ingår i släktet Phelliactis och familjen Hormathiidae. Inga underarter finns listade i Catalogue of Life.